# Eros live
Eros live (с англ. — «Эрос живьём») — концертный альбом итальянского певца и композитора Эроса Рамаццотти, который был выпущен в октябре 1998 года.

## Об альбоме
Диск содержит композиции, которые были записаны во время гастролей исполнителя по всему миру. Среди них присутствует песня, которую Рамаццотти исполнил вместе с известным английским певцом Джо Кокером («That’s all I need to know / Difenderò»), а также композиция «Cose della vita», исполненная с известной американской певицей Тиной Тёрнер.

## Список композиций
| №                   | Название                                                                | Длительность |
| ------------------- | ----------------------------------------------------------------------- | ------------ |
| 1.                  | «Io amerò»                                                              | 2:43         |
| 2.                  | «Un'altra te»                                                           | 4:57         |
| 3.                  | «Solo con te»                                                           | 2:23         |
| 4.                  | «L'uragano Meri»                                                        | 4:55         |
| 5.                  | «Cuori agitati»                                                         | 4:16         |
| 6.                  | «Un cuore con le ali»                                                   | 3:55         |
| 7.                  | «That's all I need to know / Difenderò» (дуэт с Джо Кокером)            | 4:36         |
| 8.                  | «Cuanto amor me das»                                                    | 4:19         |
| 9.                  | «Lei però»                                                              | 5:07         |
| 10.                 | «Stella gemella»                                                        | 5:07         |
| 11.                 | «Cose della vita (Can’t Stop Thinking About You)» (дуэт с Тиной Тёрнер) | 5:06         |
| 12.                 | «La cosa mas bella»                                                     | 4:05         |
| 13.                 | «Adesso tu»                                                             | 3:27         |
| 14.                 | «Dove c'è musica»                                                       | 4:49         |
| 15.                 | «Senza perderci di vista»                                               | 13:17        |
| Общая длительность: | Общая длительность:                                                     | 73:44        |